# Jeffrey DeMunn
Jeffrey DeMunn est un acteur américain, né le 25 avril 1947 à Buffalo (New York).

## Biographie
Jeffrey DeMunn débute au théâtre dans les années 1970, se produisant en Angleterre, avant de revenir aux États-Unis et de jouer dans plusieurs pièces Off-Broadway.
À partir des années 1980, il alterne sa carrière entre cinéma et télévision. Parmi ses rôles les plus connus, on peut noter ceux qu'il tient dans Ragtime (1981) de Miloš Forman, Hitcher (1986) de Robert Harmon et Le Blob (1988), de Chuck Russell.
Cependant, c'est sa collaboration régulière avec le réalisateur Frank Darabont qui le fait véritablement connaître. Sous sa direction, il tourne ainsi dans Les Évadés (1994), La Ligne verte (1999), The Majestic (2001), et The Mist (2007), côtoyant d'autres comédiens habitués au réalisateur, comme William Sadler et Laurie Holden.
À la télévision, il est notamment apparu dans la mini-série La Tempête du siècle (1999), dont le scénario a été écrit par Stephen King.
Jeffrey DeMunn est également connu pour le personnage de Dale qu'il incarne dans les deux premières saisons de la série télévisée The Walking Dead (série initiée par Frank Darabont).

## Filmographie

### Cinéma
- 1980 : Resurrection de Daniel Petrie : Joe McCauley
- 1980 : De plein fouet (The First Deadly Sin) de Brian G. Hutton : le sergent Fernandez Correlli
- 1980 : Christmas Evil (You Better Watch Out) de Lewis Jackson : Philip Stadling
- 1981 : Ragtime de Miloš Forman : Harry Houdini
- 1981 : I'm Dancing as Fast as I Can de Jack Hofsiss (en) : Dr Roberts
- 1982 : Frances de Graeme Clifford : Clifford Odets
- 1983 : Enormous Changes at the Last Minute (en) de Mirra Bank, Ellen Hovde et Muffie Meyer (en) : Ricardo
- 1984 : Windy City de Armyan Bernstein (en) : Bobby
- 1985 : Contact mortel (Warning Sign) de Hal Barwood : Dr Dan Fairchild
- 1986 : Hitcher (The Hitcher) de Robert Harmon : le capitaine Esteridge
- 1988 : Le Blob (The Blob) de Robert Harmon : le shérif Herb Geller
- 1988 : La Main droite du diable (Betrayed) de Costa-Gavras : Bobby Flynn
- 1989 : Peacemaker de Jonathan Sanger (en) : Daniel Cooper
- 1989 : Blaze de Ron Shelton : Eldon Tuck
- 1991 : Les Yeux d'un ange (Eyes of an Angel) de Robert Harmon : Georgie
- 1992 : Newsies: The News Boys (Newsies) de Kenny Ortega : Mayer Jacobs
- 1994 : Les Évadés (The Shawshank Redemption) de Frank Darabont : 1946 D. A.
- 1994 : Loin des yeux, près du cœur (Safe Passage) de Robert Allan Ackerman : Docteur
- 1995 : Killer : Journal d'un assassin (Killer: A Journal of Murder) de Tim Metcalfe : Sam Lesser
- 1996 : Phénomène (Phenomenon) de Jon Turteltaub : le professeur John Ringold
- 1997 : Turbulences à 30 000 pieds (Turbulence) de Robert Butler : Brooks
- 1997 : Rocket Man de Stuart Gillard : Paul Wick
- 1998 : Girls' Night de Nick Hurran : ? (non crédité)
- 1998 : Harvest de Stuart Burkin : Jake Yates
- 1998 : The X-Files, le film (The X Files) de Rob S. Bowman : Ben Bronschweig, M.D.
- 1999 : La Ligne verte (The Green Mile) de Frank Darabont : Harry Terwilliger
- 2001 : The Majestic de Frank Darabont : Ernie Cole
- 2002 : Swimming Upstream de Robert J. Emery : Dr Henry Berkson
- 2003 : The Lucky Ones de Loren-Paul Caplin : Simon
- 2005 : The Persistence of Dreams d'Erik Courtney : Abraham Lincoln
- 2006 : Hollywoodland d'Allen Coulter : Art Weissman
- 2007 : The Mist de Frank Darabont : Dan Miller
- 2008 : Burn After Reading de Joel et Ethan Coen : le chirurgien esthétique
- 2009 : Cayman Went de Bobby Sheehan : Rodgers Bowman
- 2009 : Around the Block de Valerie Harrington (court métrage) : George
- 2010 : Le Silence des ombres (Shelter) de Måns Mårlind et Björn Stein : Dr Harding
- 2011 : Another Happy Day de Sam Levinson : Lee
- 2015 : The Moor de George Kyrtsis (court métrage) : Richard
- 2015 : Halfway de Ben Caird : Walt

### Télévision

#### Téléfilms
- 1978 : The Last Tenant de Jud Taylor : Vinnie
- 1979 : Sanctuary of Fear de John Llewellyn Moxey : Whitney Fowler
- 1980 : King Crab de Marvin J. Chomsky : Sam Campana
- 1981 : Word of Honor (en) de Mel Damski : Dist. Atty. Burke
- 1982 : Le Songe d'une nuit d'été (A Midsummer Night's Dream) de Emile Ardolino : Bottom
- 1983 : O'Malley de Michael O'Herlihy : Jeff Hammil
- 1983 : I Married Wyatt Earp de Michael O'Herlihy : Doc Holliday
- 1983 : The Face of Rage de Donald Wrye : Jeff Hammil
- 1983 : Sessions de Richard Pearce : Dr Walter Hemmings
- 1984 : When She Says No de Paul Aaron : Brian Garvey
- 1985 : Cœur en sursis (A Time to Live) de Rick Wallace : Larry Weisman
- 1986 : Qui est Julia? (Who Is Julia?) de Walter Grauman : Dr David Matthews
- 1987 : Chaque meurtre a son prix (Kojak: The Price of Justice) de Alan Metzger : Marsucci
- 1987 : Le Jeune Harry Houdini (Young Harry Houdini) de James Orr : Harry Houdini adulte
- 1988 : Windmills of the Gods de Lee Philips : Rogers
- 1988 : Méprise (Doubletake) de Jud Taylor : Andrew Lane
- 1989 : Settle the Score de Edwin Sherin (en) : Dr Josh Longcrest
- 1990 : L'Aube de l'apocalypse By Dawn's Early Light) de Jack Sholder : Harpoon
- 1990 : Descente vers l'enfer (Crash: The Mystery of Flight 1501) de Philip Saville : Scott Cody
- 1991 : La Maison hantée (The Haunted) de Robert Mandel : Jack Smurl
- 1992 : La passagère de l'oubli (Treacherous Crossing) de Tony Wharmby : Dr Johnston
- 1992 : Jonathan: The Boy Nobody Wanted de George Kaczender : Frank Moore
- 1993 : Les Requins de la finance (Barbarians at the Gate) de Glenn Jordan : H. John Greeniaus
- 1994 : Betrayal of Trust de George Kaczender : Dick Shelton
- 1995 : Citizen X de Chris Gerolmo : Andrei Chikatilo
- 1995 : Hiroshima de Koreyoshi Kurahara et Roger Spottiswoode : J. Robert Oppenheimer
- 1995 : Almost Golden: The Jessica Savitch Story de Peter Werner : Mel Korn
- 1995 : Down Came a Blackbird de Jonathan Sanger (en) : Rob Rubenstein
- 1995 : Ebbie de George Kaczender : Jake Marley
- 1997 : Puzzle criminel (Night Sins) de Robert Allan Ackerman : SAC Bruce Di Palma
- 1997 : Path to Paradise: The Untold Story of the World Trade Center Bombing de Leslie Libman et Larry Williams : Robert Brokaw
- 1997 : A Christmas Memory de Glenn Jordan : Seabone
- 1998 : Black Cat Run de D. J. Caruso : Bill Grissom
- 2000 : Noriega : L'Élu de Dieu (Noriega: God's Favorite) de Roger Spottiswoode : Nuncio
- 2003 : Our Town de James Naughton : Charles Webb
- 2005 : Empire Falls de Fred Schepisi : Horace
- 2017 : Divergente 4 de Roar Uthaug : Marcial Johnson, le père d'evelyne

#### Séries télévisées
- 1978 : Mourning Becomes Electra : Adam
- 1985 : Capitaine Furillo (Hill Street Blues) : Jerry Goff
- 1985 : La Cinquième Dimension (The Twilight Zone) : Bob Spindler
- 1986 : Spenser (Spenser: For Hire) : Jacob Zaleski
- 1986 : Clair de lune (Moonlighting) : Roger Clements
- 1986 : American Masters : Eugene O'Neill
- 1988 : Lincoln : William Herndon
- 1988-1990 : American Playhouse : George / George Pierce Baker / Peter (3 épisodes)
- 1989 : CBS Summer Playhouse : Nate Goodman
- 1989 : Dear John : Neil Cramer
- 1990 : La Loi de Los Angeles (L.A. Law) : Peter Reynolds
- 1993 : Tribeca : Ben Baker
- 1993-2008 : New York, police judiciaire (Law and Order) : le professeur Norman Rothenberg (8 épisodes)
- 1997 : Cracker : Henry Garner
- 1998 : Au-delà du réel : L'aventure continue (The Outer Limits) : Dr Adam Pike
- 1999 : La Tempête du siècle (Storm of the Century) : Robbie Beals
- 2000 : D.C. : ?
- 2000 : Le fugitif (The Fugitive) : Will Alagash
- 2000-2001 : New York, unité spéciale (Law and Order: Special Victims Unit) : procureur Charlie Phillips (saison 2, épisodes 5 et 15)
- 2001 : Gideon's Crossing : Dr Tom Kagen
- 2001 : American Experience : Reporter, Sylacauga News (voix)
- 2001 : The Practice : Bobby Donnell et Associés (The Practice) : Gordon Keene
- 2002 : Urgences (ER) : Treatment Center Doctor
- 2003 : Le Justicier de l'ombre (Hack) : Vasily Yurchenko
- 2004 : À la Maison-Blanche (The West Wing) : Kenneth Sean 'Ken' O'Neal
- 2005 : New York, cour de justice (Law and Order: Trial by Jury) : le professeur Norman Rothenberg
- 2006 : Opération Hadès (Covert One: The Hades Factor) : Steven Haldane
- 2008 : Cashmere Mafia : Henry Gorham
- 2010 : God in America : John Hughes
- 2010-2012 : The Walking Dead : Dale Horvath (16 épisodes)
- 2012 : Chicago Fire : Peter
- 2013 : The Good Wife : Virgil Ryvlan (2 épisodes)
- 2013 : Mob City : Hal Morrison (6 épisodes)
- 2014 : The Affair : Dr Henry (1 épisode)
- 2015 : The Blacklist : Earl King (1 épisode)
- 2016 : Billions : Charles Rhoades, Sr. (6 saisons)

## Voix françaises
- Jean-Luc Kayser dans :
  - New York, police judiciaire (série télévisée)
  - La Tempête du siècle (mini-série)
  - The Majestic
  - The Walking Dead (série télévisée)
  - Chicago Fire (série télévisée)
  - Mob City (série télévisée)

et aussi
- Jean-Claude Montalban dans  Hitcher
- Jean-Claude Robbe dans Le Blob
- Daniel Beretta (*1946 - 2024) dans La Maison Hantée
- Alain Choquet dans Les Évadés
- Yves Barsacq (*1931 - 2015) dans The X-Files
- Christophe Odent dans La Ligne verte
- Michel Ruhl (*1934 - 2022) dans Hollywoodland
- Laurent Claret dans The Mist
- Georges Claisse (*1941 - 2021) dans Burn After Reading
- Féodor Atkine dans Le Silence des ombres
- Frédéric Cerdal dans The Good Wife (série télévisée)
- Christian De Smet dans Divorce (série télévisée)
- Philippe Catoire dans Billions (série télévisée)